# Wereldkampioenschappen baanwielrennen 1909
De wereldkampioenschappen baanwielrennen 1909 werden van 14 tot en met 23 augustus 1909 gehouden in het Deense Kopenhagen. Er stonden vier onderdelen op het programma, twee voor beroepsrenners en twee voor amateurs.

## Uitslagen

### Beroepsrenners
| Onderdeel | Goud      | Goud           | Zilver    | Zilver          | Brons             | Brons       |
| --------- | --------- | -------------- | --------- | --------------- | ----------------- | ----------- |
| Sprint    | Frankrijk | Victor Dupré   | Frankrijk | Gabriel Poulain | Duitse Keizerrijk | Walter Rütt |
| Stayeren  | Frankrijk | Georges Parent | Frankrijk | Louis Darragon  | Verenigde Staten  | Nat Butler  |

### Amateurs
| Onderdeel | Goud                | Goud           | Zilver            | Zilver        | Brons     | Brons            |
| --------- | ------------------- | -------------- | ----------------- | ------------- | --------- | ---------------- |
| Sprint    | Verenigd Koninkrijk | William Bailey | Duitse Keizerrijk | Karl Neumer   | Frankrijk | Maurice Schilles |
| Stayeren  | Verenigd Koninkrijk | Leon Meredith  | Frankrijk         | Maurice Cuzin | België    | Georges Patou    |

### Medaillespiegel
| Plaats | Land                | Goud | Zilver | Brons | Totaal |
| 1      | Frankrijk           | 2    | 3      | 1     | 6      |
| 2      | Verenigd Koninkrijk | 2    | 0      | 0     | 2      |
| 3      | Duitsland           | 0    | 1      | 1     | 2      |
| 4      | België              | 0    | 0      | 1     | 1      |
| 4      | Verenigde Staten    | 0    | 0      | 1     | 1      |
| Totaal | Totaal              | 4    | 4      | 4     | 12     |

Edities

1893 ·
1894 ·
1895 ·
1896 ·
1897 ·
1898 ·
1899 ·
1900 ·
1901 ·
1902 ·
1903 ·
1904 ·
1905 ·
1906 ·
1907 ·
1908 ·
1909 ·
1910 ·
1911 ·
1912 ·
1913 ·
1914 ·
1915 · 1916 · 1917 · 1918 · 1919 ·
1920 ·
1921 ·
1922 ·
1923 ·
1924 ·
1925 ·
1926 ·
1927 ·
1928 ·
1929 ·
1930 ·
1931 ·
1932 ·
1933 ·
1934 ·
1935 ·
1936 ·
1937 ·
1938 ·
1939 ·
1940 · 1941 · 1942 · 1943 · 1944 · 1945 ·
1946 ·
1947 ·
1948 ·
1949 ·
1950 ·
1951 ·
1952 ·
1953 ·
1954 ·
1955 ·
1956 ·
1957 ·
1958 ·
1959 ·
1960 ·
1961 ·
1962 ·
1963 ·
1964 ·
1965 ·
1966 ·
1967 ·
1968 ·
1969 ·
1970 ·
1971 ·
1972 ·
1973 ·
1974 ·
1975 ·
1976 ·
1977 ·
1978 ·
1979 ·
1980 ·
1981 ·
1982 ·
1983 ·
1984 ·
1985 ·
1986 ·
1987 ·
1988 ·
1989 ·
1990 ·
1991 ·
1992 ·
1993 ·
1994 ·
1995 ·
1996 ·
1997 ·
1998 ·
1999 ·
2000 ·
2001 ·
2002 ·
2003 ·
2004 ·
2005 ·
2006 ·
2007 ·
2008 ·
2009 ·
2010 ·
2011 ·
2012 · 
2013 · 
2014 · 
2015 · 
2016 · 
2017 · 
2018 · 
2019 · 
2020 · 
2021 · 
2022 · 
2023 ·
2024 ·
2025 ·

Onderdelen

Achtervolging (individueel) · 
afvalkoers · 
keirin · 
koppelkoers · 
omnium · 
ploegenachtervolging · 
puntenkoers · 
scratch · 
sprint · 
teamsprint ·  
tijdrijden

Voormalig:
stayeren ·
tandem